# Хёйгор, Оддур
Оддур Однасон Хёйгор (фар. Oddur Árnason Højgaard; род. 12 сентября 1989 года, в Тофтире, Фарерские острова) — фарерский футболист, защитник.

## Карьера
Оддур — воспитанник клуба «Б68». Свой дебютный матч за «Б68» молодой защитник провёл в 2008 году, всего в том сезоне он провёл пятнадцать игр. Все последующие сезоны Оддур был твёрдым игроком основного состава команды, а в 2009 году отличился поразительной результативностью. В 2012 году он провёл большинство матчей чемпионата, а «Б68» вылетел из премьер-лиги Фарерских островов. Оддур выступал за тофтирцев вплоть до окончания сезона-2017. Затем транзитом через «ЭБ/Стреймур» он оказался в стане принципиального соперника родного клуба — «НСИ». За 5 сезонов в составе рунавуйчан защитник принял участие в 120 матчах и отметился в них 9 забитыми голами, после чего закончил карьеру игрока и начал тренировать юниоров.

## Достижения
- Победитель первого дивизиона (1): 2013